# Claviers
Claviers település Franciaországban, Var megyében. Lakosainak száma 720 fő (2022. január 1.). Claviers Bargemon, Callas és Seillans községekkel határos.

## Népesség
A település népességének változása:
| Lakosok száma | 652  | 687  | 691  | 692  | 706  | 720  | 720  | 719  | 720  |
|               | 2013 | 2015 | 2016 | 2017 | 2018 | 2019 | 2020 | 2021 | 2022 |